# Johann N. Schmidt
Johann N. Schmidt (* 1945 in München) ist ein deutscher Anglist.

## Leben
Johann N. Schmidt studierte Anglistik, Romanistik und Germanistik in München und Swansea. Er war Lektor an der Universität Southampton und Gastprofessor an der Universität Bielefeld. Von 1984 bis 2010 war er ordentlicher Professor für Englische Philologie an der Universität Hamburg. Seine Forschungen reichen von der Satire des frühen 18. Jahrhunderts (Dissertation) und dem englischen Roman vom 18. bis 20. Jahrhundert sowie dem Melodrama des 19. Jahrhunderts (Habilitation) bis hin zur Architektur in den USA und Beiträgen im Bereich des Films (Hitchcock, Kubrick, Losey, Resnais) und des Comic (Tardi). Neben zahlreichen Aufsätzen  in Fachzeitschriften hat er Monographien veröffentlicht und Sammelbände herausgegeben. Neben zahlreichen Publikationen in Anthologien und der Veröffentlichung von Fachartikeln hat Johann N. Schmidt mehrere Bücher herausgegeben und verfasst. Er lebt in Bad Oldesloe in Schleswig-Holstein.

## Schriften
- Großbritannien 1945–2010. Kultur, Politik, Gesellschaft (= Kröners Taschenausgabe. Band 305). Kröner, Stuttgart 2011, ISBN 978-3-520-30501-5.
- Die Spur durch den Spiegel. Der Film in der Kultur der Moderne, gemeinsam mit Malte Hagener und Michael Wedel, Bertz + Fischer, 2004, ISBN 978-3865051554.
- Dickens, Rowohlt, 1996, ISBN 978-3499502620.
- William Van Alen, Das Chrysler Building, Fischer, 1995, ISBN 978-3596116485.
- Wolken-Kratzer. Ästhetik und Konstruktion, DuMont Reiseverlag, 1991.
- Ästhetik des Melodramas, Universität Hamburg, Habilitation 1986.